# البنائية في تعليم العلوم
اعتبرت البنائية نموذجًا سائدًا، أو برنامجًا بحثيًا، في مجال تعليم العلوم منذ الثمانينيات. يستخدم مصطلح البنائية على نطاق واسع في العديد من المجالات، وليس دائمًا بنفس المقصود.

## وصف
أصبح تعليم العلوم الآن مجالًا راسخًا في مجال التعليم، وله في جميع أنحاء العالم مجلات ومؤتمرات وأقسام جامعية خاصة به وما إلى ذلك. على الرغم من كونه مجالًا متنوعًا، إلا أن تأثيرًا كبيرًا على تطوره كان البحث الذي يتم إجراؤه من منظور بنائي في التعلم، ودعم مناهج التدريس التي أصبحت هي نفسها بنائية. وهكذا، كانت هذه البنائية إلى حد كبير ذات نكهة نفسية، وغالبًا ما كانت تعتمد على أعمال جان بياجيه، ديفيد أوسوبيل، روبرت غاغنيه وجيروم برونر. كما تأثرت مجموعة واسعة من باحثي تعليم العلوم بشدة بنظرية بناء الشخصية لجورج كيلي. كان لعمل ليف فيغوتسكي (منذ أن دافع عنه جيروم برونر في الغرب) تأثيرًا متزايدًا أيضًا.
هؤلاء العمال من علم النفس أبلغوا الجيل الأول من باحثي تعليم العلوم. مجموعات بحثية نشطة تم تطويرها في مراكز مثل جامعة وايكاتو (نيوزيلندا) وجامعة ليدز (المملكة المتحدة) وجامعة سري (المملكة المتحدة)، مع اهتمام قوي بأفكار الطلاب في العلوم (تم تشكيلها قبل أو أثناء التدريس) مثل هذه تم التعرف عليها على أنها ذات تأثير كبير على التعلم في المستقبل، وبالتالي ما إذا كان سيتم تعلم العلم الأساسي. كان هذا العمل، الذي يُطلق عليه أحيانًا "حركة المفاهيم البديلة"، مدفوعًا بسلسلة من المنشورات المؤثرة حول أفكار الأطفال في العلوم وآثارها على التعلم (وكذلك كيفية تخطيط التدريس لأخذها في الاعتبار). في حين يمكن الاستشهاد بمجموعة من الأوراق المؤثرة، فقد تم اقتراح أن عددًا من مساهمات الندوة تحدد في الواقع الالتزامات، أو "النواة الصلبة" للبحث البنائي برنامج في تعلم وتعليم العلوم. كان المنظور أيضًا محور تركيز عدد من الكتب التي تستهدف مجتمع تعليم العلوم الباحثين والمعلمين.
قدمت هذه الأوراق التعلم كعملية صنع الحس الشخصي، ومسألة تكرارية مثل أن ما تم تعلمه تم توجيهه من خلال المعرفة والفهم الحاليين (سواء كان ذلك أساسيًا أو بديلًا)، والتدريس على أنه يحتاج إلى أخذ أفكار المتعلمين الحالية في الاعتبار في التدريس. وسرعان ما وصل برنامج البحث إلى آلاف الدراسات حول جوانب تفكير وتعلم الطلاب (من مختلف الأعمار والمستويات التعليمية، من بلدان مختلفة) في موضوعات العلوم.

## انتقادات
كانت هناك مجموعة واسعة من الانتقادات للعمل البنائي في العلوم، بما في ذلك النقد القوي من وجهات النظر الفلسفية. لم تقدم مثل هذه الانتقادات الكثير لوقف تأثير المنظور، ربما لأنها تميل إلى عدم الإشارة إلى المبادئ الأساسية للبنائية كنهج قائم على نظرية التعلم والبحث من العلوم المعرفية.

## المفاهيم البديلة والأطر المفاهيمية في تعليم العلوم
وقد وُسِمت أفكار المتعلمين في العلوم بشكل مختلف باعتبارها مفاهيم بديلة، وأطر مفاهيمية بديلة، وتصورات مسبقة، ومفاهيم علمية خاطئة، ونظريات ساذجة، وما إلى ذلك. ورغم أن بعض العلماء حاولوا التمييز بين هذه المصطلحات، إلا أنه لا يوجد استخدام توافقي وغالبًا ما تكون هذه المصطلحات مترادفة في الواقع. وقد وجد أن بعض المفاهيم البديلة شائعة جدًا، على الرغم من أن البعض الآخر يبدو غريب الأطوار تمامًا. ويبدو أن بعضها يمكن التغلب عليه بسهولة في التدريس، لكن البعض الآخر أثبت أنه عنيد ويقدم تحديًا للتعليم الفعال. وفي بعض الأحيان يُعتبر من المهم التمييز بين المفاهيم المتطورة تمامًا (أي الطرائق الصريحة لفهم جوانب العمل الطبيعي التي يتم التعبير عنها بسهولة) والسمات "البدائية" الأكثر للإدراك التي تعمل على مستوى ضمني، مثل ما يسمى بالمفاهيم البدائية الظاهراتية. يشير منظور "المعرفة المجزأة" إلى أن الأخيرة تعمل كموارد للتعلم الجديد والتي لديها القدرة على دعم تطوير المعرفة البديلة وفقًا لكيفية تعامل المعلمين، في حين تميل المفاهيم البديلة (أو المفاهيم الخاطئة) إلى أن تُرى على أنها عوائق تعليمية يجب التغلب عليها. ما أظهره البحث هو انتشار طرائق بديلة للتفكير بين المتعلمين على جميع المستويات حول جميع مواضيع العلوم تقريبًا، والسمة الرئيسية للتوجيه للمعلمين هي استنباط أفكار الطلاب كجزء من عملية التدريس. يكمن نجاح البنائية في أن هذا يُؤخذ الآن على أنه أمر مسلم به إلى حد كبير في تدريس العلوم وأصبح جزءًا من التوجيه التدريسي القياسي في العديد من السياقات. في السابق كان هناك تركيز قوي على الطبيعة المجردة للمفاهيم التي يجب تعلمها، ولكن كان هناك القليل من الوعي بأن المعلم غالبًا لا يسعى إلى استبدال الجهل بالمعرفة، بل إلى تعديل وتطوير تفكير المتعلمين الحالي والذي غالبًا ما يتعارض مع المعرفة المستهدفة المنصوص عليها في المنهج الدراسي.

### تدريس العلوم البنائية
يُنظر إلى البنائية باعتبارها نظرية تربوية، ومنظورًا أساسيًا لإعلام علم التربية. هناك العديد من الكتب التي تُعلم المعلمين وغيرهم عن نتائج وأفكار البحث البنائي، وتقدم إرشادات حول كيفية تدريس العلوم من منظور بنائي.